# Renault Type AR 50CV
La Type AR è un'autovettura di gran lusso prodotta tra il 1908 ed il 1909 dalla Casa francese Renault.

## Profilo
Era questo un modello abbastanza significativo nella storia della Casa transalpina, nonostante non sia per la verità molto conosciuto. Si trattava infatti di una grossa vettura di lusso, una delle più esclusive Renault di sempre, ma soprattutto la capostipite di tutta una serie di grandi ammiraglie di lusso che avrebbe annoverato tra le altre anche i modelli della famiglia 40CV e la Reinastella degli anni venti. Disponibile come limousine o come cabriolet, la Type AR fu nota anche come 50 CV e come 50/60 HP.

introdotta il 18 giugno 1908, la Type AR montava un motore anch'esso significativo, poiché fu il primo 6 cilindri in linea montato su una Renault, e consisteva in tre blocchi bicilindrici separati. Ogni cilindro aveva misure di alesaggio e corsa pari a 120x140 mm, per una cilindrata di ben 9500 cm³ ed erogava una potenza massima dichiarata di 54 CV a 1200 giri/min. Si trattava di un motore estremamente elastico, in grado di funzionare senza singhiozzi anche a soli 300 giri/min. L'albero a gomiti era su quattro supporti di banco, mentre le valvole di aspirazione e scarico erano azionate da un asse a camme ricavato dal pieno assieme a tutte le sue camme. La lubrificazione avveniva attraverso una pompetta azionata dal conducente, mentre il raffreddamento del motore avveniva tramite un radiatore sistemato posteriormente al vano motore stesso, il che conferiva al frontale della vettura il tipico aspetto liscio e spiovente che avrebbe caratterizzato anche la successiva produzione Renault fino alla fine degli anni '20. Questa scelta venne fatta dallo stesso Louis Renault perché aveva sperimentato che garantiva un ottimo raffreddamento e nel contempo facilitava l'accesso dei meccanici al vano motore.

La trasmissione era ad albero cardanico, con cambio a 4 marce e frizione a cono rivestita in cuoio. Il freno di stazionamento agiva sull'albero di trasmissione.

A richiesta, la vettura poteva essere munita di un dispositivo ad aria compressa per la messa in moto automatica.

Il telaio nudo poteva essere di tre misure diverse di interasse: 3.5, 3.7 o 3.955 m. I prezzi per un telaio nudo partivano da 22 000 franchi.

Fu prodotta fino al 1909 e venne rimpiazzata dalla Type BH.